# Ichthyophis supachaii
Ichthyophis supachaii é uma espécie de anfíbio gimnofiono da família Ichthyophiidae. É endémica da Tailândia. É subterrânea, ocupando montanhas perenes de montanha e planície. As larvas ocorrem em riachos florestais.